# Potok, Čajna v Ziljski dolini
Potok (nemško Bach) je naselje v Občini Čajna v Okraju Beljak-dežela na Koroškem v Avstriji.